# Wertanes Abrahamian
Wertanes (imię świeckie Kamo Abrahamian, ur. 21 marca 1962 w Cowategh) – duchowny Apostolskiego Kościoła Ormiańskiego, w latach 2008–2021 ordynariusz polowy Armenii, od 2021 biskup Arcachu.

## Życiorys
Święcenia kapłańskie przyjął 22 maja 1988. W 2007 został mianowany ordynariuszem polowym Armenii. Sakrę biskupią otrzymał 24 sierpnia 2008. W 2021 został mianowany biskupem Arcachu.